# Andreas Strolz
Andreas Strolz (* 1. August 1988 in Bludenz) ist ein ehemaliger österreichischer Skispringer.

## Werdegang
Strolz wurde 2003 im Alter von 15 Jahren in die Junioren-Auswahl Österreichs aufgenommen und bestritt erste internationale Springen. Anfang 2004 bestritt er zudem erste FIS-Springen und kurz darauf begann er im FIS Cup zu springen. Im Januar 2006 gab er sein Debüt im Skisprung-Continental-Cup in Planica, kam dabei jedoch nicht über einen 60. und einen 61. Platz hinaus. Im Juli 2006 startete er in Villach erneut im Continental Cup und konnte dabei mit Platz 19 und Platz 20 die ersten Continental-Cup-Punkte gewinnen. Bei der Junioren-Weltmeisterschaft 2007 in Tarvisio wurde er im Team erstmals eingesetzt und erreichte mit diesem den 11. Platz. Ab Ende 2007 gehörte er zum festen Kader im Continental Cup. Bei der Junioren-Weltmeisterschaft 2008 in Zakopane gewann er Bronze im Einzelspringen und Silber mit der Mannschaft. Am 5. Januar 2009 wurde er erstmals im Rahmen der Nationalen Gruppe bei der Qualifikation für ein Weltcup-Springen eingesetzt, schied jedoch bereits in der Qualifikation aus. Am 9. Dezember 2009 gewann er erstmals ein Continental-Cup-Springen in Rovaniemi, nachdem er im Springen am vorhergehenden Tag bereits den 3. Platz erreicht hatte. Am 3. und 5. Januar 2010 nahm er erneut an den Qualifikationen für die Weltcup-Springen in Innsbruck und Bischofshofen teil, konnte sich jedoch in beiden Wettbewerben nicht fürs Finale qualifizieren.

## Erfolge

### Grand-Prix-Platzierungen
| Saison | Platz | Punkte |
| ------ | ----- | ------ |
| 2010   | 43.   | 26     |
| 2011   | 57.   | 24     |

### Continental-Cup-Siege im Einzel
| Nr. | Datum            | Ort           | Typ           |
| --- | ---------------- | ------------- | ------------- |
| 1.  | 9. Dezember 2009 | Ounasvaara    | Normalschanze |
| 2.  | 2. Juli 2010     | Kranj         | Normalschanze |
| 3.  | 2. Juli 2010     | Iron Mountain | Großschanze   |